# 香山路 (北京)
香山路为中国北京市海淀区的一条道路，位于颐和园以西、香山以东之间，东端在京密引水渠附近和颐和园路相接，西接香山南路、买卖街和碧云寺路。

## 简介
香山路以西通过买卖街和碧云寺路与香山公园连接，是连接北京香山公园的重要道路之一。香山路还位于国家植物园的南园、北园之间。由于连接香山和国家植物园，香山路每逢秋季和春季期间都会出现大量车流，当地交警也会对该道路进行临时管控。
香山路大部分路段为双向两车道，该道路在香山南路以西至碧云寺路路段为由东向西的单向两车道。2017年北京地铁西郊线的建成，使得香山路在香泉环岛以西的路段得到改造，香泉环岛-香山南路路段的中间处和香山南路以西路段的最南侧从此以后被改建为有轨电车铁路，供西郊线列车行驶。不过西郊线的建成也阻止了任何机动车由卧佛寺路、香山路直接进入香山南路，香山南路的车辆也不能直接进入香山路以西方向，相应车辆被分流至香泉环岛或碧云寺路掉头。
途径香山路的北京公交线路包括北京公交563路、北京公交932路。此前曾有北京公交331路、北京公交特5路等，但这些线路已于几年前撤销或者被调整调离香山路。